# Dodge megye (Nebraska)
Dodge megye az Amerikai Egyesült Államokban, azon belül Nebraska államban található. Megyeszékhelye és legnagyobb városa Fremont. Lakosainak száma 37 167 fő (2020. április 1.). Dodge megye Cuming, Saunders, Colfax, Butler, Burt, Washington és Douglas megyékkel határos.

## Népesség
A megye népességének változása:
| Lakosok száma | 36 701 | 36 943 | 36 613 | 36 515 | 36 706 | 37 167 |
|               | 2010   | 2011   | 2012   | 2013   | 2015   | 2020   |